# Диявол і міс Джонс
Диявол і міс Джонс (англ. The Devil and Miss Jones) — американська комедійна мелодрама Сема Вуда 1941 року.

## Сюжет
Дізнавшись, що службовці магазину влаштували публічну шибеницю опудалу його власника, останній, він же мультимільйонер, має намір відшукати призвідників. Для цієї мети в колектив впроваджується детектив.

## У ролях
| - Джин Артур — Мері - Роберт Каммінгс — Джо - Чарлз Коберн — Мерік - Едмунд Гвенн — Хопер - Спрінг Баїнтон — Елізабет - С. Ц. Сакалл — Георг - Вільям Демарест — перший детектив - Волтер Кінгсфорд — Еллісон - Монтегю Лав — Гаррісон - Річард Карле — Олівер - Чарльз Валдрон — Нідлс - Едвін Максвелл — Візерс | - Едвард МакНамара — сержант поліції - Роберт Емметт Кін — Том Хіггінс - Флоренс Бейтс — клієнт - Чарльз Ірвін — другий детектив - Метт МакХью — Сем - Джулі Воррен — Дороті - Ілен Брюер — Саллі - Режіс Тумі — поліцейський - Пет Моріарті — поліцейський - Брукс Бенедікт — містер Фелспар - Керол Дітріх — блондинка - Мінта Дарфі — клієнт |